# II. Konstantin skót király
Konstantin, Aedh fia (középkori gael nyelven: Constantín mac Áeda; modern gael nyelven: Còiseam mac Aoidh), (874 – 952) az újabb skót uralkodói listákon: II. Konstantin, ragadványnevén An Midhaise, „Meglett korú” Skócia (gael nevén Alba) egyik korai királya volt. Az Alba Királyság – e név egyébként Konstantin uralkodása idején tűnt fel először – a brit szigetek északi részét foglalta magában. A királyság központját a Tay folyó környékén elterülő földek jelentették. Déli határát a Forth folyó jelölte ki, észak felé a Moray-öbölig, esetleg Caithnessig terjedt, nyugati határa bizonytalan. Konstantin nagyapja, Kenneth volt az első a családban, akiről feljegyezték, hogy király volt, azonban őt még a piktek királyaként azonosították. A titulusnak pikt királyról Alba királyára való módosulása része volt annak a – Konstantin egész életét meghatározó – jelentős átalakulásnak, melynek során a piktek földjéből létrejött az Alba Királyság.
Uralkodására, akárcsak elődeiére, rányomta bélyegét a viking királyok állandósult támadása Britannia és az Ír-sziget ellen. Ebben különösen jeleskedtek az Uí Ímair („Ímar unokái”) nevű uralkodócsalád tagjai. Konstantin idejében a déli királyságok – Wessex, Mercia, majd később az Angol Királyság – északi irányba, a vitatott létű Northumbriai Királyság irányába terjeszkedtek. Konstantin eleinte szövetkezett a déli királyokkal a vikingek ellen, azonban később összetűzésekbe keveredett velük. 927 és 934 között behódolt Athelstan (más néven Æthelstan) királynak, azonban 937-ben összefogott a strathclyde-i britonokkal és Dublin viking királyával, majd betörtek Athelstan birodalmába. A nagy brunanburhi csata során azonban vereséget szenvedtek. 943-ban Konstantin lemondott a trónról és visszavonult St. Andrews Céli Dé (Coli Dei) apátságába. Itt érte a halál 952-ben. Utóda unokaöccse, I. Malcolm (Máel Coluim mac Domnaill) lett.
Konstantin királysága 43 évig tartott, nála hosszabb ideig – 1603-ig, a koronák egyesítéséig – csak I. Vilmos uralkodott. Döntő szerepe volt a piktek gaelicizálásában, amihez komolyan hozzájárult az ír Céli Dé reformer szerzetesek támogatása. Uralkodása kezdetén a Skócia kifejezés csak a mai Skócia egy kisebb részére vonatkozott. Az egészen I. Dávid reformjaiig fennálló egyházi és közigazgatási intézmények létezésére vonatkozó legkorábbi bizonyítékok ugyancsak a konstantini időkre vonatkoznak.

## Történelmi források
Összehasonlítva a szomszédos Ír-szigettel és az angolszász Angliával Britannia északi részének 9. és 10. századi történéseiről kevés fennmaradt forrás számol be. A korszakra vonatkozó legfontosabb feljegyzés a Chronicle of the Kings of Alba (Alba királyainak krónikája), mely a Kenneth MacAlpin (meghalt 858-ban) és II. Kenneth (Cináed mac Maíl Coluim, meghalt 995-ben) közti időszak skót királyait sorolja fel. A lista a Poppleton Manuscript (Poppleton kézirat) néven ismert 13. századi gyűjteményben marad ránk. A felsorolás eredetileg a csak a királyok neveit és uralkodásuk idejét tartalmazta, a kéziratban található további részletek a 10. és a 12. századból valók. Fennmaradt továbbá a későbbi uralkodók névsora is. A Kenneth MacAlpin leszármazottaira vonatkozó legkorábbi feljegyzések a 10. század végéről származhatnak, ezek igazi értékét azonban inkább a szövegkörnyezet, valamint a feljegyzéseket összegyűjtők érdeklődési körére vonatkozó információk jelentik, mintsem a meglehetősen megbízhatatlan tartalom.
Az elbeszélő történetírás számára a legfontosabb forrást az Angolszász krónika (Anglo-Saxon Chronicle) és az ír évkönyvek jelentik. Az Angol Királyságból származó fejezetek alkalmanként betekintést engednek a Britannia északi részén történt eseményekbe is. Bár a skandináv sagák is foglalkoznak a 10. századi Britannia történéseivel, ezek értékét inkább társadalomtörténeti vonatkozásaik jelentik, semmint a leíró történelemre vonatkozó vitatható tartalmuk. A kontinentális Európából származó források ritkán foglalkoznak Britannia dolgaival, még kevésbé érintik a Brit-szigetek északi részének történelmét. Bár egy Németországban, a 10. század végén keletkezett hagiográfiai munka, mely Metzi Szent Cathróe életét tárgyalja, elfogadható részletekkel szolgál a szent életének korai, Britannia északi részén töltött szakaszára vonatkozóan.
Míg a Britannia északkeleti részére, a Northumbriai Királyság területére és a korábbi Piktföldre vonatkozó források csak elégtelenek és késeiek, addig az Ír-tenger és az Atlanti-óceán partvonalára, a mai Anglia északkeleti részére és Skócia teljes északi és nyugati területére vonatkozóan egyáltalán nem állnak rendelkezésre feljegyzések, így a régészeti, és a helynevek elemzéséből származtatott bizonyítékok bírnak elsődleges fontossággal.

## A Piktföld Constantín mac Fergusa és I. Konstantin között

A korai Alpin-dinasztia rokonsági kapcsolatai. Jelmagyarázat:daughter – lány; d – meghalt; m – férje

A viking korszakot megelőzően Kelet-Skócia meghatározó királysága az északi piktek birodalma, a Moray-öböl mentén elterülő Fortriu volt. A 9. századra Dál Riata gaeljei a Constantín mac Fergusa (Fergus fia, Konstantin) családjából származó fortriui királyok alattvalói voltak. 789 után Konstantin családja határozta meg a fortriui királyságot, sőt – amennyiben Konstantin rokonságban volt Óengus pikt királlyal (Fergus fia, Óengus) –, már 730 körül is. Fortriu dominanciája 839-ben ért véget, ekkor ugyanis a viking hadak elleni csatában – mint arról az Ulsteri évkönyv tudósít – meghalt Uen, Fortriu királya, fivére Bran, aki Konstantin unokaöccse volt, Dál Riata királya, Áed mac Boanta „és mások számolatlanul”. Ezt követően egy évtizedig elnyúló bizonytalanság vette kezdetét, mely időszak alatt különböző családok tettek kísérletet a piktföldi dominancia megszerzésére. 848 körül eldőlt, hogy e küzdelem győztese Kenneth MacAlpin lesz.
A később nemzeti mítosz Kenneth MacAlpint tartja a Skót Királyság alapítójának, az alapítás évét pedig 843-ra teszi, azzal, hogy ez évben semmisítette meg Kenneth a pikteket és ezt követően új korszak vette kezdetét. A kilencedik századra vonatkozó történelmi feljegyzések hiányosak ugyan, azonban az ír évkönyvek és az Alba királyainak krónikája abban megegyeznek, hogy Kenneth pikt király volt, és a halálával kapcsolatos bejegyzések rendre a „a piktek királya”-ként említik. Ugyanez a szóhasználat köszön vissza fivére, I. Donald (Domnall mac Ailpín) és fiai, I. Konstantin (Constantín mac Cináeda), valamint Aedh (Áed mac Cináeda) említésekor is.
A Kenneth leszármazottai – a régebbi munkák e dinasztiát Alpin-házként említik, azonban a meghatározó tényező a Kennethtől való származás, az ír források ezért Clann Cináeda meic Ailpín („Kenneth MacAlpin-klán”) néven hivatkoznak rá – által uralt terület a korábban domináns fortriui királyság területén feküdt, központja valahol a Tay folyó környékén lehetett. A névtelen királyság tényleges nagysága nem ismert, azonban biztos, hogy délen a Forth-öböl még része volt, északon pedig a Mounth dombjai is. Az már nem tisztázott, hogy túlnyúlt-e Észak-Britannia hegygerincein. A királyság zömét nagyjából a régi Mearns, Forfar, Perth, Fife és Kinross megyék területe tette ki. A források a meghatározó vallási központok között tartják számon Dunkeldet, amely püspöki székhely lehetett, valamint a mai St. Andrewst, melynek akkori neve Cell Rígmonaid volt.
Kenneth fia, Konstantin 876-ban halt meg, valószínűleg egy – a 874-ben Northumbriából északra törő viking sereg ellen vívott – csatában szerzett sebesülés következtében. A királyok listája szerint ő volt 70. és egyben utolsó pikt király.

## Britannia és Írország a kilencedik század végén

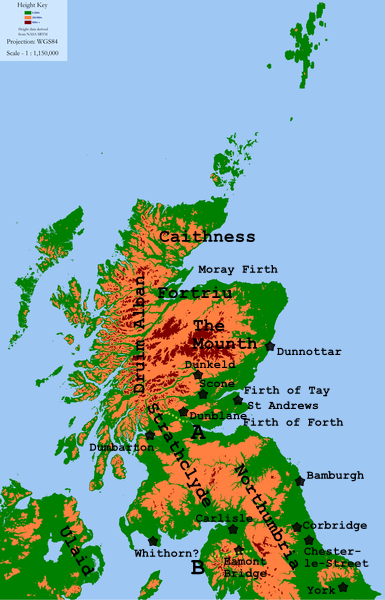
Néhány település Britannia északi részén a 9. század végén és a 10. század elején. Az „A”-val jelölt pontozott vonal mutatja az Alba Királyság déli határát, kb. 890–950 között. A „B” betűvel jelzett vonal a strathclyde-i királyság déli határa, kb. 925–945 között.

899-ben meghalt Nagy Alfréd, Wessex királya, hátrahagyva fiát I. (Idősebb) Eduárdot, a Temzétől délre eső brit területek királyát, valamint leányát, Æthelflædet és vejét Æthelredet, aki Mercia nyugati, angolszász fennhatóság alatti területének elöljárója volt. Britannia keleti, dán királyságaira vonatkozóan kevésbé egyértelmű a helyzet. Kelet-Angliában valószínűleg Eohric király uralkodott, de nincsenek megbízható adatok Guthfrith király utódaira, Northumbria uraira vonatkozóan. Az ismert, hogy két fia volt, Sigurd és Cnut, azonban nem tudható, hogy együtt vagy egymást követően uralkodtak-e? Ez idő tájt Northumbria területe vélhetően megoszlott a viking királyok és a helyi uralkodók között, akiknek képviselője ekkoriban a Bamburgh-ban székelő Eadulf lehetett. Az ő földjei a Tyne vagy a Tees és az északi Forth folyók között terülhettek el.
Ez idő tájt Írországban Flann Sinna volt a főszereplő, aki Konstantin nagynénjét, Máel Muire-t vette feleségül. 900 körül egy időre meggyengült Dublinban a vikingek és a normann-gaelek hatalma. Két rivális vezető közötti széthúzás megosztotta a népet és ez azzal a következménnyel járt, hogy az egyik csoport 894-ben elhagyta Dublint és valószínűleg Britannia Ír-tenger menti partvidékén telepedett le, vélhetően valahol a Mersey folyó és a Clyde-öböl közötti területen. A Dublinban maradtakat aztán 902-ben űzte el Flann Sinna veje, Cerball mac Muirecáin, ezek röviddel ezután Britannia nyugati és északi vidékein tűntek fel.
Konstantin földjeitől délnyugatra terült el a Strathclyde-i királyság. Ezt északon Lennox, keleten a Forth folyó, délen a Déli-felföldek határolták. 900-ban Dyfnwal volt az uralkodója.
A gael királyság, Dál Riata helyzete meglehetősen bizonytalan. Egy frank évkönyv, az Annales Bertiniani tartalmaz egy feljegyzést, mely a Belső-Hebridáknak, Dál Riata tengerparti övezetének 849-beli, normannok általi megszállására vonatkozhat. Általánosan elterjedt nézet, hogy vikingek újabb csoportjai is érkeztek Nyugat- és Észak-Európából. Az nem tisztázott, hogy ekkoriban a Nyugati- vagy az Északi-szigeteken voltak-e viking vagy normann királyságok.

## Életének korai szakasza
Konstantin apja, Aedh 876-ban, Konstantin nagybátyját és névrokonát, I. Konstantint követve lett az uralkodó. A koronát nem sokáig viselte, 878-ban meggyilkolták. Aedh rövid uralkodását a királyok listái általában úgy jellemzik, mint azt az időszakot, amikor semmi fontos dolog nem történt. Bár II. Konstantin születésének időpontja sehol sincs feljegyezve, nem születhetett később, mint apja halálának éve, azaz 879-ben. A nevéből arra lehet következtetni, hogy inkább jóval korábban, nagybátyjának, I. Konstantinnak az uralkodása alatt jött világra.
Aedh halála után két évtizedes nyugalom következett, egészen II. Donald (Domnall mac Constantín) 900-ban bekövetkezett haláláig. Erre az időszakra vonatkozóan semmilyen feljegyzés nem található az ír évkönyvekben. Az Alba királyainak krónikája ugyan szerepeltet Giric mellett egy további uralkodót is Aedh és II. Donald között, azonban ez nem tűnik helytállónak, mivel a Krónika e tekintetben eltér minden más királylistától. A Krónika szerint Aedh után Eochaid következett, aki Kenneth MacAlpin unokája lett volna, és valamilyen módon kapcsolódott volna Giric uralkodásához. Minden más lista azt állítja, hogy Aedh után Giric uralkodott. Nem állítható biztosan, hogy Giric és Kenneth között rokoni kapcsolat volt, bár vannak feltevések arra vonatkozóan, hogy házasság révén kapcsolat volt köztük. A Piktföldet érintő főbb változások ez idő tájt kezdődtek el, ezeket Alex Woolf és Archie Duncan is Giric uralkodásával társítja.
Woolf úgy véli, hogy Konstantin és unokatestvére, Donald Giric uralkodásának ideje alatt Írországban voltak száműzetésben, ahol nagynénjük Máel Muire két egymást követő legfőbb ír király – Áed Findliath és Flann Sinna – felesége volt. Giric 889-ben halt meg. Ha Konstantin tényleg száműzetésben lett volna, unokatestvére, II. Donald uralkodása alatt visszatérhetett volna Piktföldre. A Donalddal kapcsolatosan használt állandó jelző a dasachtach, az a szó, amellyel a veszélyes őrülteket és a veszélyes kutyákat szokták illetni. A jelzőt a 11. századi ír költő és történetíró Flann Mainistrech használta először vele kapcsolatban, de a középkori ír poéma, a Prophecy of Berchan is így ír róla: „durva ember, aki nem becsüli sem az ereklyéket, sem az imádságot”. Britanniában és Írországban Donald uralkodása alatt sem szüneteltek a vikingek elleni háborúk és valószínűleg ő is harcban esett el, több vikinget megölve Dunnottar váránál, 900-ban. Utóda unokatestvére, II. Konstantin lett.

## Vikingek és püspökök

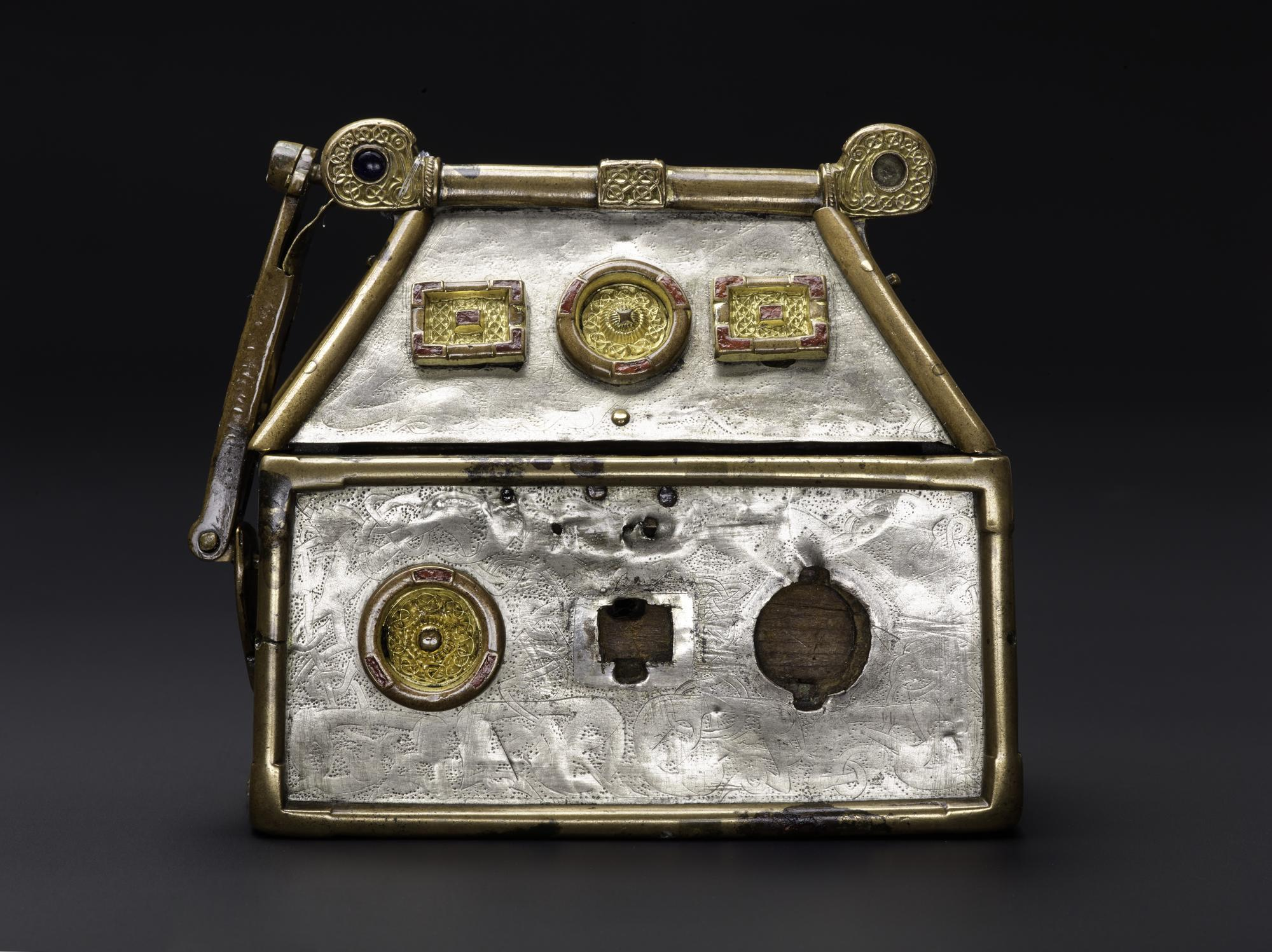
Szent Kolumba kultusza és ereklyéi egy győzedelmes csatához kapcsolódnak. Kolumba pásztorbotja ugyan eltűnt, de a képen látható nyolcadik századi ereklyetartót, az úgynevezett Monymusk Reliquaryt I. Vilmos uralkodása óta rendszeresen magukkal vitték a harcosok a csatákba.

A Konstantin uralkodása idejére eső legkorábbi esemény, melyről bejegyzés tanuskodik az Alba királyainak krónikájá-ban, egy, a vikingekkel megvívott csata, valamint Dunkeld és „egész Albania” kifosztása, mely az uralkodás harmadik évére esett. Itt találkozhatunk először Albaniá szóval, az óír Alba latinizált változatának az első ismert használatával. A Króniká-ban ezt megelőzően a Kenneth leszármazottai által uralt területre a Pictania, azaz Piktföld kifejezést használták.
A fent említett vikingek lehettek azok, akik 902-ben otthagyták Dublint, de lehetett az a csoport is, amely 900-ban vereséget szenvedett Donald ellenében. Az Annals of Ulster (Ulsteri évkönyvek) azt jegyzik fel, hogy Ímar ugyancsak Ímar nevű unokája és sok más viking elesett 904-ben a fortriuiak kezétől. Ez az Ímar volt az Uí Ímair (Ivar-uralkodóház) tagjaként az első Ímar-unoka akiről említést tesznek a feljegyzések. Konstantin későbbi uralkodása idején még további három unokáról is szó esik. A Fragmentary Annals of Ireland (Írországi-évkönyvtöredékek), egy középkori válogatás ír évkönyvekből és krónikákból, tartalmaz egy beszámolót a csatáról. Ez a viking vereséget Szent Kolumba – böjtöt és imádkozást követő – közbeavatkozásának tudja be.

Az Alba királyainak krónikája a következő eseményt 906-tal kapcsolatban jegyzi fel. Így hangzik:
Konstantin király és Cellach püspök találkoztak a Hill of Belief (Hit hegye) mellett, Scone királyi város közelében és biztosították egymást arról, hogy a vallási jogokot és fegyelmet, a templomok és az evangélium jogait betartják pariter cum Scottis.
 Ennek a kitételnek az értelmét és jelentőségét azóta is vitatják.

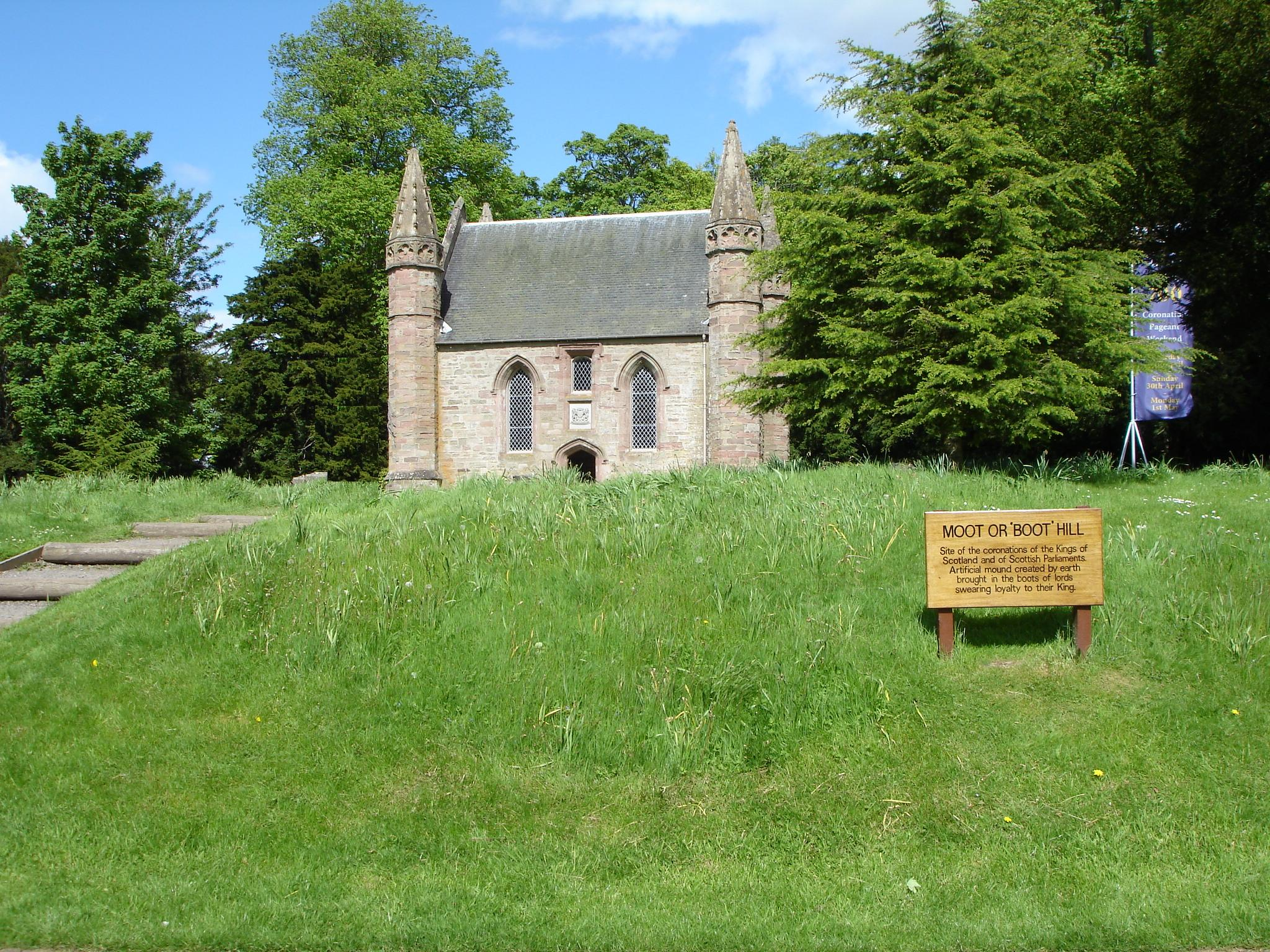
A gyülekeződomb Scone-nál, talán ez lehetett a Hill of Belief 906-ban

A Krónika latin nyelvű szövegében szereplő pariter cum Scottis kifejezést többféleképpen fordították. William Forbes Skene és Alan Orr Anderson úgy véli, hogy a helyes olvasat az „összhangban a gael szokásokkal”, hivatkozva a királyok listáinak azon állítására, mely szerint Giric felszabadította az egyházat a világi elnyomás alól és elfogadta az ír szokásokat. De olvasták úgy is, hogy „a gaelekkel együtt”, ami jelenthet akár közös részvételt, akár a gaelek közösségét a nyugati partoktól a keletiekig. Végül, úgy is fordítják, hogy a gael szokásokat követő szertartásokról van szó, nem pedig a megegyezésről.
Az az elképzelés, hogy a találkozón megállapodtak abban, hogy megerősítik az ír jogokat az egyházak kormányzásában, azt a következtetést vonja maga után, hogy ez egy nagyon fontos lépés volt a Druim Albantól keletre eső földek elgaelesítésére vonatkozóan. Mások úgy vélik, hogy e találkozás valamilyen módon Konstantin királyságának jóváhagyására irányult, egyfajta előrevetítése a későbbi scone-i királyi beiktatásoknak. Megint mások szerint, ha Cellach püspököt Giric király nevezte ki, akkor e találkozás irányulhatott a király és az egyház közötti szakadékok betemetésére is.

## Az Uí Ímair visszatér
A scone-i eseményeket követően egy évtizednyi időre megszilárdult a helyzet. A Fragmentary Annals of Ireland egy történetet mesél el, mely valamikor 911 után eshetett meg. Azt állítja, hogy Æthelflæd merciai királynő szövetséget kötött az írekkel és az északi uralkodókkal a Northumbria Ír-tenger menti partjain élő vikingek ellen. Az Annals of Ulster pedig arról tudósít, hogy egy ír flotta vereséget szenvedett az Ulaid Királyság vikingjeitől nagyjából ebben az időben.
Ugyanerre az időszakra vonatkozóan az Alba királyainak krónikája azt írja, hogy Konstantin uralkodásának nyolcadik esztendejében elhunyt Cormac mac Cuilennáin, Munster királya. Ezt követi egy évszám nélküli feljegyzés, melynek korábbi olvasata az volt, hogy „Ekkor halt meg Domnall (azaz Dyfnwal), a (strathclyde-i) britonok királya és Áed fiát, Domnallt választották meg”. Ebből akár arra is lehetett következtetni, hogy Konstantin Domnall nevű testvérét választották királlyá, és ez lehetett volna akár egy korai bizonyíték is arra vonatkozóan, hogy Alba királyai Strathclyde-ban is meghatározó szerepet játszottak. A kérdéses bejegyzés mai olvasata ez: „...Dynfwal...és Domnall, Áednek, Ailech királyának fia, meghalt”, ez a Domnall Áed Findliath fia lehetett, aki 915. március 21-én halt meg. Végül a feljegyzések Flann Sinna és Niall Glúndub haláláról tesznek említést.
914-től több jelentés is foglalkozik az Ír-tenger viking flottáival. 916-ra a Sihtric Cáech és Ragnall – őket Ímar unokáiként említik (azaz ugyanahhoz az Uí Ímair-családhoz tartozhattak, mint a 904-ben meghalt Ímar) – vezette flották nagyon aktívvá váltak Írországban. 917-ben Sihtric nagyon súlyos vereséget mért a leinsteri csapatokra és visszafoglalta Dublint. A következő évben Ragnall ismét átkelt az Ír-tengeren, azzal a céllal, hogy beiktassa magát York királyává. Az egyetlen pontosan datált esemény 918 nyarán Æthelflæd királynő 918. június 12-én Tamworthban bekövetkezett halála. Æthelflæd tárgyalásokat kezdett a northumbriaiakkal, arra vonatkozóan, hogy ismerjék el a királynő fennhatóságát, de halálával ezek a tárgyalások véget értek, utódja, egyben fivére, I. Eduárd pedig a Mercia feletti erős ellenőrzéssel volt elfoglalva.
Northumbria északi partjain – de lehet, hogy az egész királyságban – Ealdred, II. Eadwulf fia uralkodott 913-tól. Ragnall inváziójával szembesülve Ealdred feljött északra, hogy Konstantintól kérjen segítséget. Egyesülve délre vonultak, hogy szembeszálljanak Ragnall csapataival. A csata valahol a Tyne folyó partjainál, valószínűleg Corbridge környékén zajlott le, ahol a Dere Streetnek hívott római út keresztezi a folyót. A corbridge-i csata vélhetően döntetlen eredménnyel zárult. Egyedül az Alba királyainak krónikája nevezi ki győztesnek Konstantint.
Ragnall nem sokáig nyugodott Corbridge után. I. Eduárd délen gyorsan biztosította magának a Mercia feletti erős ellenőrzést és szert tett egy burh néven emlegetett földvárra Bakewellnél, a Peak District nevű területen. Ebből csapatai könnyen tudtak előretörni észak felé. Egy dublini sereg, Ragnall rokonának, Sihtricnek vezetésével 919-ben betört Mercia északnyugati részébe, de 920-ban vagy 921-ben Eduárd részt vett egy találkozón, melyen megjelent Ragnall és más királyok is. Az Anglo-Saxon Chronicle azt állítja, hogy ezek a királyok „megválasztották Eduárdot atyjuknak és uruknak”. Az egyéb királyok között jelen volt Konstantin, Ealdred, II. Eadwulf fia, valamint a strathclyde-i uralkodó, aki lehetett II. Dyfnwal vagy, ami valószínűbb, I. Owen. A tárgyalással kapcsolatban ismét egy új kifejezés jelenik meg a feljegyzésben, az Anglo-Saxon Chronicle először használja a scottas szófordulatot, amely a skót-ból származik, azon terület lakóinak jellemzésére, akik felett Konstantin uralkodott.
Eduárd 924-ben halt meg. Birodalma megoszlott, mivel a nyugati angolszászok Ælfweard királyt, míg a merciaiak Æthelstant választották, aki Æthelflæd udvarában nőtt fel. Ælfweard heteken belül követte apját a halálba, így aztán 925-ben Eduárd földjének teljes népessége Æthelstant fogadta el uralkodójának.

## Æthelstan
926-ra Sihtric egyértelműen elismerte Æthelstant egyfajta fő királynak, felvette a kereszténységet és Tamworth-ban feleségül vette Æthelstan egyik lánytestvérét. Még abban az évben feladta új hitét és kitaszította feleségét, azonban mielőtt Æthelstan és közte háború tört volna ki, Sihtric 927-ben váratlanul meghalt. Rokona és talán fivére, Gofraid, aki addig dublini megbizottja volt, hazatért Írországból, hogy átvegye a hatalmat Yorkban, azonban kudarcot vallott. Æthelstan gyorsabban mozdult és megszerezte Northumbria nagy részét. Egy évtizednél is rövidebb idő alatt az angol királyság lett kimagaslóan a legnagyobb erő Britanniában és Írországban, északon is egészen a Forth öbléig terjeszkedve.
John of Worcester krónikája szerint Æthelstan szembe került Konstantinnal, a strathclyde-i Owennell és Wales királyaival. William of Malmesbury arról számol be, hogy Gofraid, valamint Sihtric fia Olaf Cuaran észak felé menekültek és Konstantin adott nekik menedéket, ami aztán Æthelstan elleni háborúhoz vezetett. 927. július 12-én egy megállapodás született Eamont Bridge településnél, mely szerint Konstantin, Owen, Hywel Dda walesi király és Ealdred „szembeszállnak minden bálványimádással”, azaz nem fognak szövetkezni a viking királyokkal. William azt állítja, hogy ezen a találkozón Æthelstan lett a keresztapja Konstantin egyik fiának, valószínűleg Indulfnak (Ildulb mac Constantín).
Æthelstan a walesi királyok támogatásával folytatta előrenyomulását észak felé. A következő hét év során nem találunk feljegyzéseket az északi történésekre vonatkozóan. A walesi királyok látogatták Æthelstan udvarát, ellentétben Konstantinnal és Owennel. A feljegyzések hiánya miatt Æthelstan 934-es, Konstantin elleni nyomulásának indokai tisztázatlanok.
Æthelstan hadjáratával röviden foglalkozik az Anglo-Saxon Chronicle, mások későbbi beszámolói, mint például John of Worcesteré, William of Malmesburyé, Henry of Huntingdoné és Symeon of Durhamé, szolgálnak további részletekkel. Æthelstan csapatai Winchesternél kezdtek gyülekezni 927. május 28-án és június 7-ére érték el Nottinghamet. Itt több vezető is társult hozzájuk, többek között a walesi királyok, Hywel Dda, Idwal Foel, és Morgan ab Owain. Merciától északra igyekezett a sereg, megállva Chester-le-Streetnél, ahol bevárták a flottát. A strathclyde-i Owent legyőzték és Symeon szerint a sereg egészen Dunnottarig és Fortriuig nyomult északra, miközben a flotta állítólag betört Caithnessbe, azonban egy még nagyobb területet – Sutherlandet is beleértve – próbáltak meghódítani. Az valószínűtlen, hogy Konstantin személyes fennhatósága oly messze északra elért volna, és a támadások szövetségesei ellen is irányulhattak, de az is lehet, hogy csak egyszerű fosztogató akciók voltak.
Az Annals of Clonmacnoise azt állítja, hogy „a skótok arra kényszerítették (Æthelstant), hogy egyetlen nagy győzelem nélkül térjen vissza”, míg Henry of Huntingdon arról számol be, hogy az angolok nem találtak ellenállásra. A problémák egy tárgyalást követően rendeződhettek. John of Worcester szerint Konstantin túszként átadta fiát az angoloknak, maga pedig Æthelstan csapataival vonult vissza délre. 934. szeptember 13-án Buckinghamben aláírt egy tanúsítványt, melyben ő subregulus-ként szerepel, azaz elismerte maga felett Æthelstan fennhatóságát. A következő évben Konstantin ismét Angliában, Æthelstan udvarában járt, ezúttal Cirencesterben, elsőként a behódolt királyok közül, majd őt követte Owen Strathclyde-ból és a walesi Hywel Dda, kik ugyancsak aláírták az alávetettségi nyilatkozatot. 935 karácsonyán Owen és a walesi királyok ismét Æthelstan udvarába látogattak, ezúttal azonban Konstantin nem volt jelen. Nem egészen két év múlva aztán teljesen más körülmények között térhetett vissza Angliába.

## Brunanburh és a rá következő évek
Az Æthelstan udvarából való 935-ös távolmaradását követő két évben hallgatnak Konstantinról a krónikák. 937-ben aztán a strathclyde-i Owennel és a dublini Olaf Guthfrithsonnal betörtek Angliába. Ennek következménye lett a nevezetes brunanburh-i (Dún Brunde-i) csata, melyről a következőképpen tudósít az Annals of Ulster:
Nagy csata volt, szörnyű és siralmas, kegyetlenül verekedtek...a vikingek ezrei estek el számolatlanul. ... A másik oldalon pedig szászok tömegei hullottak, de Æthelstan, a szászok királya nagy győzelmet aratott.
 Az ütközetre Angliában nemzedékekkel később is csak „a nagy csata”-ként emlékeztek. Ahol az Anglo-Saxon Chronicle említi a csatát, felhagy megszokott, tömör stílusával és részrehajló, hősi poémákra hajazó módon magasztalja a dicsőséges győzelmet. Az „ősz” Konstantinról – aki ekkoriban 60 éves lehetett – megemlíti, hogy egyik fiát is a csatamezőn hagyta. Ezt az Alba királyainak krónikája is megerősíti. Az Annals of Clonmacnoise szerint a fiú neve Cellach volt. Hírneve ellenére az összecsapás helyszíne bizonytalan, legtöbbször Wirrall-félszigeten lévő Bromborough-ról olvashatunk vele kapcsolatban.
Brunanburh, bármilyen híres és véres ütközet is volt, semmit sem döntött el. 939. október 27-én meghalt Æthelstan. A „nyugati világ dicsőségének oszlopa”, ahogy az Annals of Ulster említi, Malmesbury-ben lehelte ki a lelkét. Fivére, I. Edmund lett az utóda, aki akkor 18 éves volt. Æthelstan birodalma, mely – köszönhetően a brunanburh-i győzelemnek – látszólag biztonságban volt, alig több mint egy év múlva összeomlott, ugyanis Amlaíb visszatért Írországból, elfoglalva Northumbriát és Mercia egy részét. Edmund-nak Konstantin birodalmának maradékából kellett újraépítenie a birodalmat
Konstantin királyként eltöltött utolsó éveiről csak röviden emlékezik meg az Alba királyainak krónikája. Említi Æthelstan halálát, valamint két másik főúrét is. Ezek közül Dubacané, Angus elöljárójáé (vagy esetleg az ő fiáé) az első, 938-as feljegyzés. A második említett haláleset Eochaid mac Ailpíné, aki, nevéből ítélve, rokona lehetett Konstantinnak.

## Lemondás és az utókor
A 940-es évek elejére Konstantin öreg ember volt, talán 70 évnél is idősebb lehetett. Alba királysága még túl új volt ahhoz, hogy kiforrott öröklési rendről beszélhessünk vele kapcsolatban. A pikt és ír példák alapján azonban egy Kenneth MacAlpin családjából való felnőtt utód lett volna a kívánatos. Konstantin egyetlen élve maradt fia, Indulf, akit valószínűleg 927-ben kereszteltek meg, a 940-es évek elején túl fiatal lehetett ahhoz, hogy komoly jelöltként szóba jöhessen. Így nem maradt más, mint Konstantin unokaöccse, I. Malcolm. Mivel Malcolm legkésőbb 901-ben született, a 940-es évekre már nem volt ifjú ember. Önként tette-e vagy nem – a 11. századi Prophecy of Berchán (Berchán jövendölése), egy verses formában megírt prófécia, azt állítja, hogy a döntés nem teljesen saját akaratából született –, Konstantin 943-ban bejelentette lemondását a trónról, visszavonult egy kolostorba, Malcolmra hagyva a királyságot.
Még ha nem is önként lépett hátra, úgy a Metzi Szent Cathróe életéről beszámoló munka, mint a Prophecy of Berchán ájtatos királyként festi le Konstantint. Az apátság, ahova visszavonult – és ahol állítólag apát lett – valószínűleg St. Andrews lehetett. Ezt uralkodása idején alapították újra és átadták a reformátor Céli Dé (Culdee) mozgalomnak. A Céli Dére több kolostort is bíztak a skótok királyságában, mígnem a 12. században felváltották a Franciaországból importált új rendekkel.

Az Alba királyainak krónikája így ír hét évvel később:
(I. Malcolm) egészen a Tees folyóig fosztogatta az angolokat, elfogott sok-sok embert és lábasjószágok csordáit, és a skótok ezt Albidosorum, azaz Nainndisi támadásának hívták. De mások azt mondják, hogy a rajtaütés Konstantin műve volt, aki megkérte Malcolm királyt, hogy egy hét erejéig adja vissza neki az uralkodást, hogy meglátogathassa az angolokat. Valójában Malcolm volt, aki a fosztogatást elkövette, Konstantin csak bátorította őt. Legalábbis nekem így mesélték.
 Woolf úgy véli, hogy Konstantint csak később hozták kapcsolatba a támadással és ez egy mára elfeledett mondából származhat.
Az ír évkönyvek Konstantin halálát 952-re teszik és az egyházi események között említik. Malcolm halála után Konstantin fia, Indulf lett a király. Alba utolsó, Konstantintól származó királya, dédunokája, III. Konstantin (Constantín mac Cuiléin) volt. Másik fia meghalt a brunanburh-i csatában, lányát pedig – John of Worcester szerint – Amlaíb mac Gofraid vette feleségül. Lehetséges, hogy Konstantinnak egyéb gyermekei is voltak, azonban nevük – ahogy feleségének vagy feleségeinek neve sem – nem maradt ránk.
A Konstantin idejében kialakult királyság nagyjából ugyanabban a formában maradt meg egészen Dávid király 12. századi reformjaiig. Az egyházi reformjai melletti politikai öröksége a két évszázadigg fennmaradó, megújított skót királyság volt.

## Fordítás
- Ez a szócikk részben vagy egészben  a   Constantine II of Scotland című angol Wikipédia-szócikk ezen változatának fordításán alapul.  Az eredeti cikk szerkesztőit annak laptörténete sorolja fel. Ez a jelzés csupán a megfogalmazás eredetét és a szerzői jogokat jelzi, nem szolgál a cikkben szereplő információk forrásmegjelöléseként.

| Előző uralkodó: II. Donald | Skócia uralkodója 900–943 | Következő uralkodó: I. Malcolm |